# Xoc osmòtic

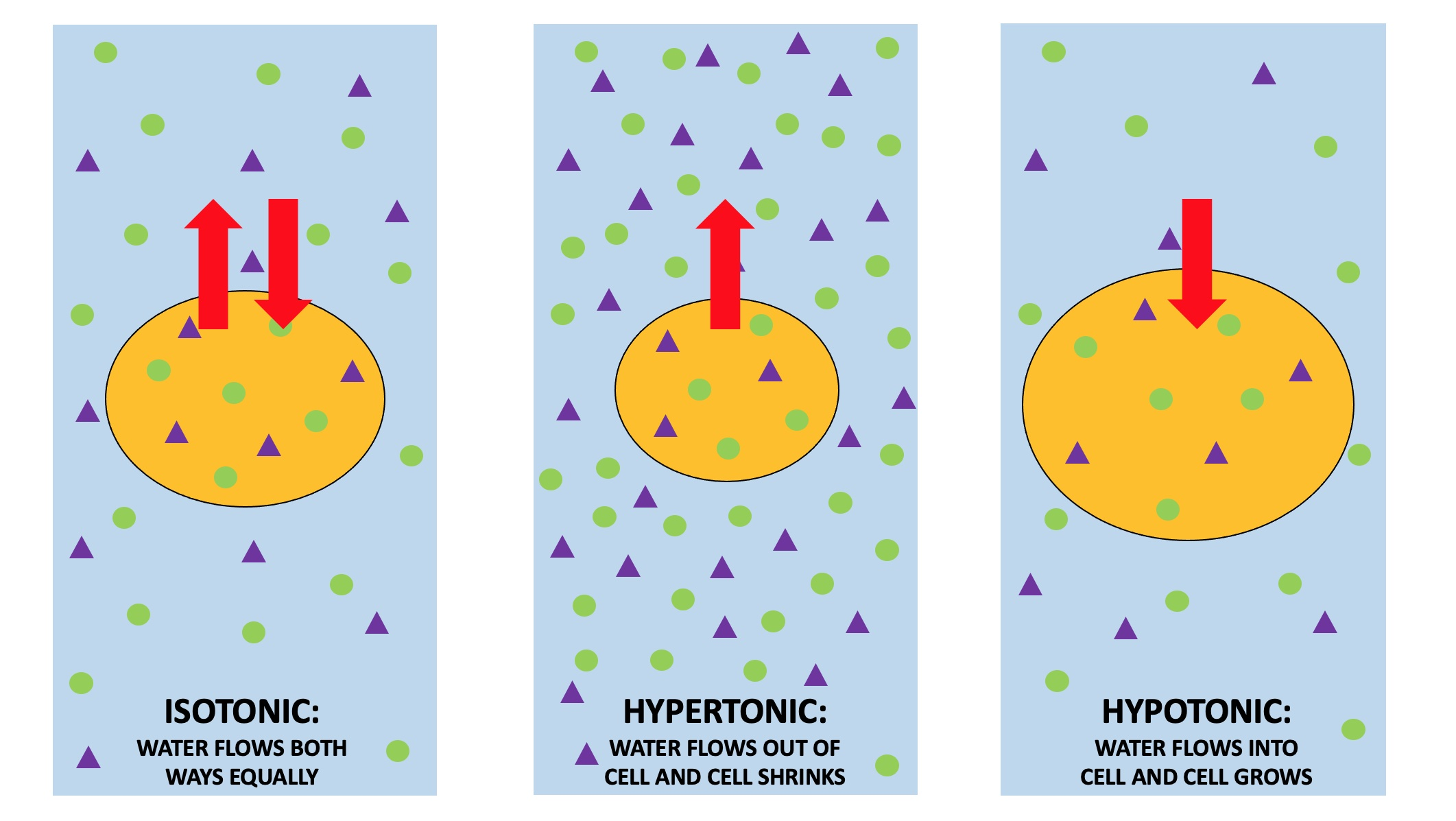
En solucions isotòniques l'aigua flueix dins i fora de la cèl·lula (equilibri). En solucions hipertòniques l'aigua surt i la cèl·lula es redueix (plasmòlisi). En solucions hipotòniques l'aigua flueix i la cèl·lula s'infla (turgescència)

El xoc osmòtic o estrès osmòtic és un canvi sobtat en la concentració de soluts al voltant de la cèl·lula que causa un canvi ràpid en el moviment de l'aigua a través de la membrana cel·lular. Sota condicions d'alta concentració ja sia de sals, substrats o qualsevol solut en el sobrenadant, l'aigua surt fora de la cèl·lula per osmosi. Això també inhibeix el transport de substrats i cofactors dins la cèl·lula i, per tant, estressa la cèl·lula. Alternativament a baixes concentracions de soluts l'aigua entra a la cèl·lula en grans quantitats causant que s'infli i pugui esclatar o experimentar l'apoptosi.
Tots els organismes tenen mecanismes per respondre al xoc osmòtic, amb sensor i xarxes de transducció de senyal que proporcionen a la cèl·lula informació sobre l'osmolaritat dels seus voltants, aquests senyals activen respostes per fer front a aquestes condicions extremes. Malgrat que els organismes unicel·lulars són més vulnerables al xoc osmòtic, sles cèl·lules d'animals més grossos poden patir xoc osmòtic sota determinades condicions.
El calci actua com un dels principals reguladors del xoc osmòtic. Els nivells de calci intracel·lulars s'eleven durant l'estrès hipoosmòtic i hiperosmòtic. Durant l'estrès hiperosmòtic l'albúmina enllaça el calci.